# Sakebi
Sakebi (叫, Sakebi) é um filme japonês que foi lançado no ano de 2006. Ele foi dirigido e escrito por Kiyoshi Kurosawa.

## Elenco
- Koji Yakusho - Yoshioka
- Manami Konishi - Harue
- Riona Hazuki - F18
- Tsuyoshi Ihara - Detetive Miyaji
- Hiroyuki Hirayama - Jovem Detetive Sakurai
- Joe Odagiri - Dr. Takagi